# Ossian Ray

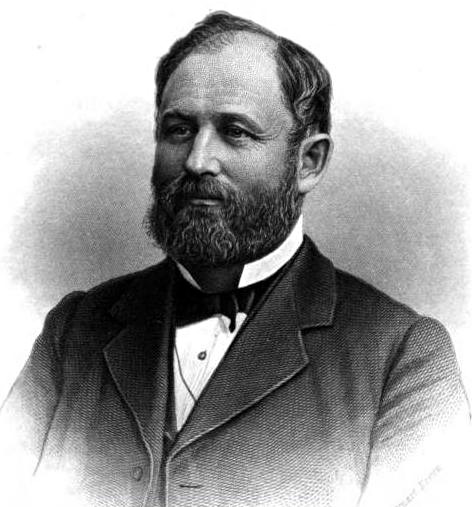
Ossian Ray

Ossian Ray (* 13. Dezember 1835 in Hinesburg, Vermont; † 28. Januar 1892 in Lancaster, New Hampshire) war ein US-amerikanischer Jurist und Politiker. Zwischen 1881 und 1885 vertrat er den Bundesstaat New Hampshire im US-Repräsentantenhaus.

## Leben
In seiner Kindheit kam Ossian Ray nach Irasburg in Vermont. Dort und in Derby besuchte er die öffentlichen Schulen. Nach einem anschließenden Jurastudium und seiner im Jahr 1857 erfolgten Zulassung als Rechtsanwalt begann er im Essex County und im Coos County in diesem Beruf zu praktizieren. Seit 1854 war er in Lancaster ansässig. Zwischen 1862 und 1872 war er Staatsanwalt in Coos County.
Ray war Mitglied der Republikanischen Partei. In den Jahren 1868 und 1869 saß er als Abgeordneter im Repräsentantenhaus von New Hampshire. 1872 war er Delegierter zur Republican National Convention in Philadelphia, auf der US-Präsident Ulysses S. Grant für eine zweite Amtszeit nominiert wurde. Zwischen Februar 1879 und Dezember 1880 war er als Nachfolger von Joshua G. Hall Bundesstaatsanwalt für den Bezirk von New Hampshire.
Nach dem Tod des Kongressabgeordneten Evarts Worcester Farr wurde Ray bei der notwendigen Nachwahl im dritten Distrikt von New Hampshire zu dessen Nachfolger im US-Repräsentantenhaus in Washington, D.C. gewählt. Dort beendete er zwischen dem 8. Januar und dem 3. März 1881 die angebrochene Legislaturperiode seines Vorgängers. Da er auch für die folgende Legislaturperiode in den Kongress gewählt wurde, konnte er seinen Wahlbezirk dort bis zum 3. März 1883 vertreten. Zu diesem Zeitpunkt wurde dieser Distrikt aufgelöst. Daher kandidierte Ray bei den Wahlen des Jahres 1882 im zweiten Bezirk. Nach erfolgreicher Wahl konnte er am 4. März 1883 das bis dahin von James F. Briggs gehaltene Mandat übernehmen und bis zum 3. März 1885 eine weitere Amtszeit im Kongress verbringen. Im Jahr 1884 verzichtete er auf eine weitere Kandidatur.
In den folgenden Jahren hat Ossian Ray kein höheres politisches Amt mehr bekleidet. Er starb im Januar 1892 in seinem Wohnort Lancaster und wurde dort auch beigesetzt.